# وودرو لوي
وودرو لوي (بالإنجليزية: Woodrow Lowe)‏ هو لاعب كرة قدم أمريكية أمريكي، ولد في 9 يونيو 1954 في كولومبوس في الولايات المتحدة.

## وصلات خارجية
- وودرو لوي على موقع مرجع كرة القدم المحترفة.كوم (الإنجليزية)
- وودرو لوي على موقع قاعة ألاباما للمشاهير الرياضية (مؤرشف) (الإنجليزية)